# Vincenzo Colamartino
Vincenzo Colamartino (ur. 6 lipca 1961 w Rzymie) – włoski kolarz torowy, srebrny medalista torowych mistrzostw świata.

## Kariera
Największym sukcesem w karierze Vincenzo Colamartino było zdobycie srebrnego medalu w wyścigu ze startu zatrzymanego amatorów podczas mistrzostw świata w Wiedniu w 1987 roku. W wyścigu tym uległ jedynie swemu rodakowi Mario Gentilemu, a bezpośrednio wyprzedził utytułowanego Austriaka Rolanda Königshofera. Był to jedyny medal na międzynarodowej imprezie tej rangi wywalczony przez Vincenzo. Nigdy nie startował na igrzyskach olimpijskich.